# Ecuadoriani in Italia

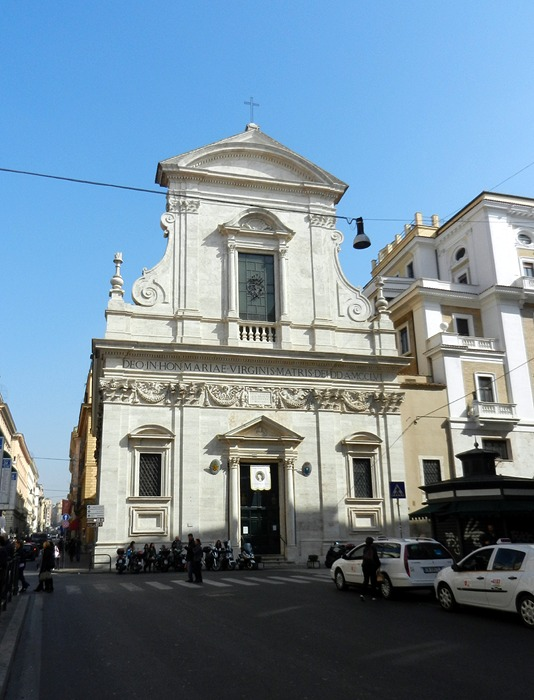
Chiesa di Santa Maria in Via, chiesa nazionale della comunità ecuadoriana a Roma

La presenza di ecuadoriani in Italia risale agli anni '80. Il censimento del 2022 ha registrato 66 590 persone nate in Ecuador residenti in Italia. Nel censimento 2001 erano 12 752.
Le cinque città con il maggior numero di ecuadoriani residenti in Italia sono: Genova (11 243), Milano (9 333), Roma (5 884), Perugia (1 599) e  Piacenza (1 336). Inoltre il 47 % degli Ecuadoriani residenti in Italia vive nella regione Lombardia con 31 469 abitanti, principalmente nell'Area metropolitana di Milano, mentre la restante percentuale vive nelle altre regioni italiane, tra cui principalmente Liguria (22%) e Lazio (11%).